# Siegfried Künkele
Siegfried Künkele (* 27. März 1931 in Mühlacker; † 17. Juni 2004 in Gerlingen) war ein deutscher Jurist und Botaniker, der sich insbesondere der Erforschung der europäisch-mediterranen Orchideen widmete. Sein botanisches Autorenkürzel lautet „S.Künkele“. Sein vollständiger Name ist Siegfried Heinrich Künkele.

## Leben
Siegfried Heinrich Künkele ist der Sohn des Oberpostinspektors Walter Künkele und dessen Ehefrau Luise, geb. Giebler. 1936 übersiedelte die Familie nach Stuttgart. Siegfried Künkele besuchte das Eberhard-Ludwigs-Gymnasium in Stuttgart. Dach studierte er Rechtswissenschaft in Tübingen. Er promovierte 1958 mit einer verfassungsrechtlichen Arbeit über Artikel 1 Absatz 1 Satz 1 des Grundgesetzes der Bundesrepublik Deutschland bei Günter Dürig. Er heiratete 1952 Anne Wenzel. Sie hatten drei Töchter, Carmen, Evi und Claudia. Sein älterer Bruder ist Wolfgang Felix Künkele (Mühlacker 29.09.1928 bis 14.08.2020), der ebenfalls botanisch im Stuttgarter Raum tätig war.
Als Assessor bei der Staatlichen Liegenschaftsverwaltung war er für Grundstückskäufe, ab 1963 hauptsächlich für Naturschutzzwecke tätig. Als Ministerialrat in verschiedenen Ministerien des Landes Baden-Württemberg tätig konnte er so sein Interesse für die europäischen Orchideen mit seinem Beruf verbinden. Er initiierte die so genannten Grundlagenwerke Baden-Württembergs, in denen die Flechten, die Farn- und Blütenpflanzen, die Großpilze, die Heuschrecken, die Libellen, die Moose, die Pracht- und Hirschkäfer, die Säugetiere, die Tag- und Nachtfalter, die Vögel und die Wildbienen des Landes komplett abgehandelt wurden.
Sein Interesse für Orchideen konzentrierte sich zunächst auf die Kartierung der Arten in Baden-Württemberg. Mit der Gründung des Arbeitskreises Heimische Orchideen Baden-Württemberg fand er ehrenamtliche Helfer dabei. Die meisten seiner Publikationen verfasste er zusammen mit dem Apotheker und Botaniker Helmut Baumann. Später erweiterte er sein Interesse auf die europäischen Orchideen, für deren Nomenklatur er wichtige Grundlagen erarbeitete. Er erforschte auch das Leben der frühen Botaniker Jacobus Tabernaemontanus, Carolus Clusius und Leonhart Fuchs.
Siegfried Künkele starb am 17. Juni 2004 im Kreise seiner Familie und wurde in Gerlingen bei Stuttgart begraben.

## Ehrungen
Nach Siegfried Künkele benannte Orchidee:
- Platanthera kuenkelei H. Baumann.

## Sammlungen
Künkele sammelte bei seinen Reisen in Europa zahlreiche Orchideen-Belege, besonders viele in Griechenland. Sie sind alle ins Staatliche Museum für Naturkunde Stuttgart (STU) aufgenommen. Er sammelte auch zusammen mit Jochen Hölzinger.

## Werke (Auswahl)
- zusammen mit Helmut Baumann: Die wildwachsenden Orchideen Europas. Stuttgart, Kosmos-Verlag, 1982.
- zusammen mit H. Baumann: Die Farn- und Blütenpflanzen Baden-Württembergs. Vol. 8: Spezieller Teil (Spermatophyta, Unterklassen Commelinidae, Arecidae, Liliidae Teil 2), Stuttgart, Ed. Eugen Ulmer, 1998, ISBN 3-8001-3359-8. Orchidaceae, Orchideen. S. 286–462.
- zusammen mit H. Baumann, R. Lorenz: Orchideen Europas mit angrenzenden Gebieten. Stuttgart, Eugen Ulmer, 2006, ISBN 3-8001-4162-0
- zusammen mit H. Baumann, R. Lorenz, M.J. Vázquez: Guía de orquídeas de Europa, Groenlandia, Azores, Norte de África y Oriente Medio. Barcelona, Ed. Omega, 2007.